# Kumano magaibutsu

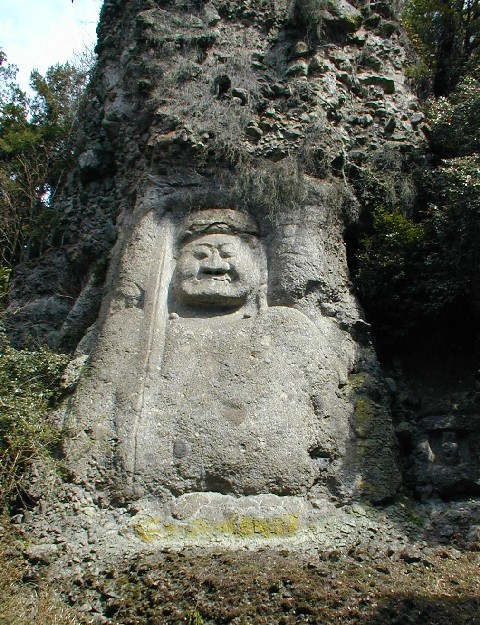
La sculpture géante de Fudō Myōō (BCI).

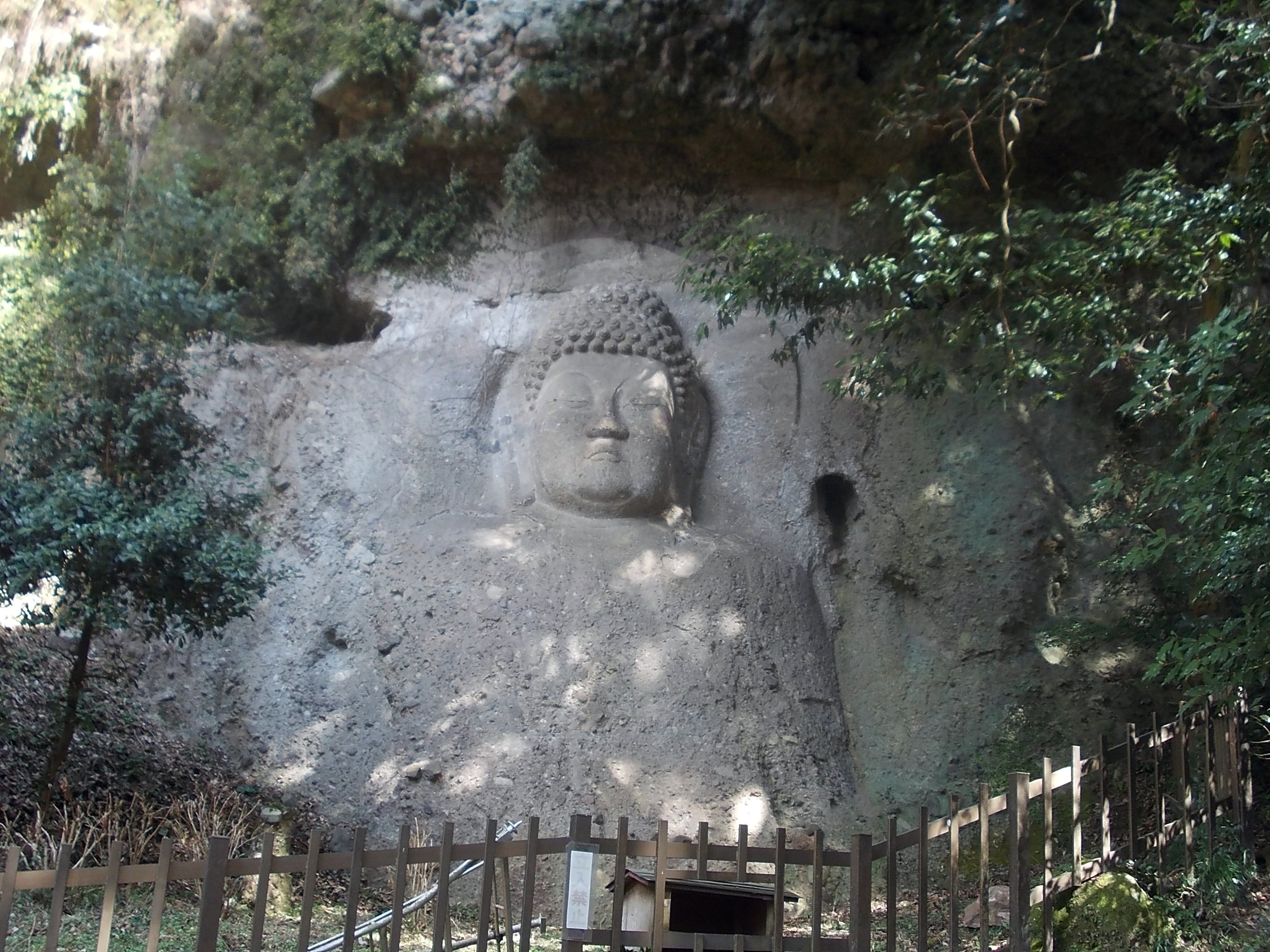
La sculpture géante de Dainichi Nyorai (BCI).

Kumano magaibutsu (熊野磨崖仏) est un groupe de sculptures en plein relief de la fin de l'époque de Heian ou du début de l'époque de Kamakura, situé à Bungotakada, préfecture d'Ōita au Japon. L'image de Fudō Myōō mesure 8,07 m et celle de Dainichi Nyorai 6,82 m. Les sculptures sont un bien culturel important du Japon et la zone est désignée « site historique,,, ».